# Старий Двур (Мазовецьке воєводство)
Старий Двур (пол. Stary Dwór) — село в Польщі, у гміні Вежбно Венґровського повіту Мазовецького воєводства.
У 1975-1998 роках село належало до Седлецького воєводства.